# 808 до н. е.

## Події
- Каран, із династії Аргеадів, потомків Геракла, заснував Македонське царство.